# Kay Ivey
Kay Ellen Ivey (nacida el 15 de octubre de 1944) es una política estadounidense, 54.ª gobernadora de Alabama desde abril de 2017. Es miembro del Partido Republicano, fue la 38.ª tesorera del Estado de Alabama entre 2003 y 2011, y más tarde se convirtió en la trigésima teniente gobernadora de Alabama, fue la primera mujer republicana elegida en este estado, desempeñándose desde enero de 2011 hasta abril de 2017.
Asumió el cargo de gobernadora el 10 de abril de 2017 tras la renuncia del gobernador Robert Bentley, quien dejó el cargo después de declararse culpable de cargos penales relacionados con delitos financieros durante su campaña. Ivey es la segunda gobernadora de Alabama, después de Lurleen Wallace, que se desempeñó desde 1967 hasta 1968, y la primera mujer gobernadora republicana.